# Die beiden kugelrunden Müller

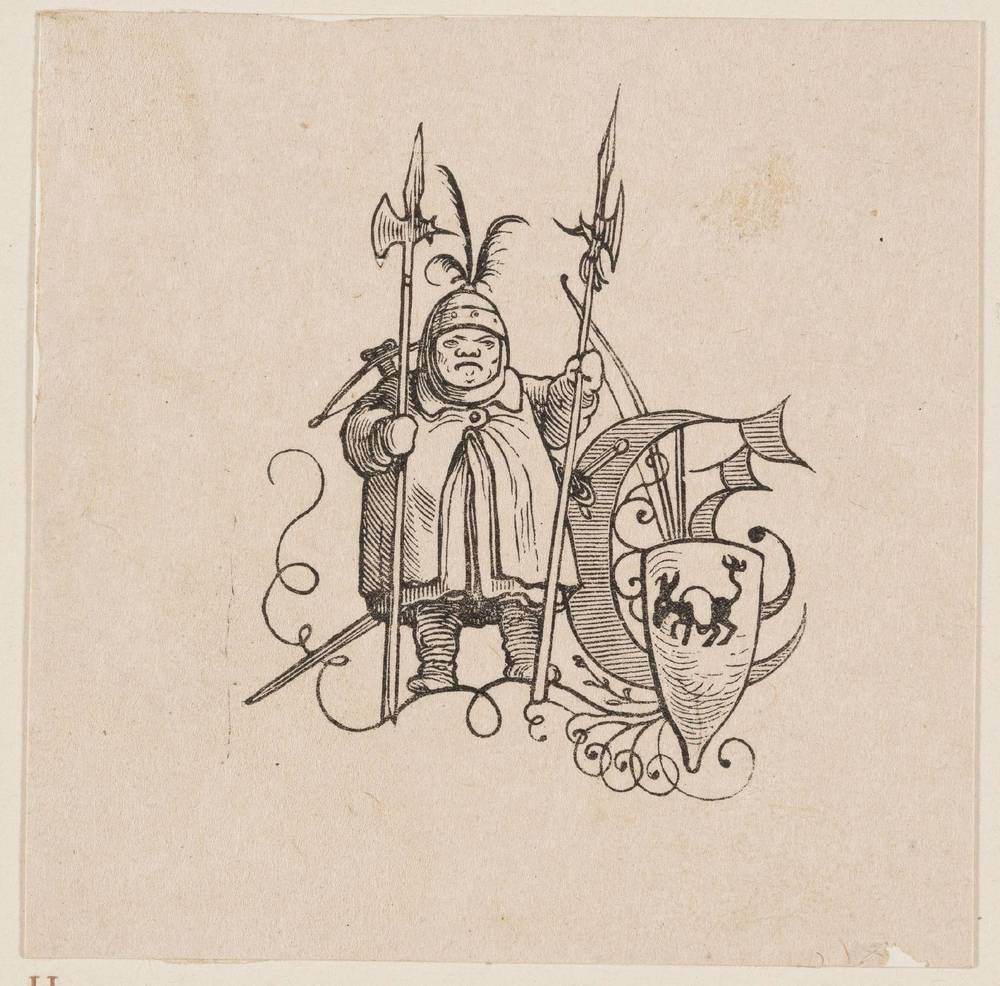
Holzschnitt, Ludwig Richter

Die beiden kugelrunden Müller ist ein Schwank (AaTh 1853). Er steht in Ludwig Bechsteins Deutsches Märchenbuch an Stelle 20 (1845 Nr. 22) und stammt aus Joseph von Laßbergs Liedersaal (Bd. 2, Nr. 145: Das Wammas).

## Inhalt
Um stichfest zu werden, füllt der dicke Müller sein Wams mit Kalk, Sand und Pech, vorn steckt er Alteisen hinein. Zur jährlichen Kirchweih muss man ihn mit Ochsen ziehen. Ein zweiter Müller ist auch so gerüstet. Erst hassen sie sich. Dann vollbringen sie zusammen die größten Taten.

## Herkunft
Bechstein nennt die Quelle, Laßbergs Liedersaal. Laßberg legt dem zwölfstrophigen Gedicht eine kurze Zusammenfassung der Handlung bei, die in ihrer Lächerlichkeit an Richards Bauren-Lieder erinnere. „Glückliche Zeiten, wo noch solcher Mut und Fröhlichkeit unter dem Volke war!“
Müllerschwänke verspotten sonst oft den als unredlich geltenden Berufsstand der Müller.